# Шерићи (Јајце)
Шерићи је насељено место у Босни и Херцеговини у општини Јајце. Административно припада Федерацији Босне и Херцеговине, односно њеном Средњобосанском кантону. Према попису становништва из 2013. у насељу је било 78 становника, а већинску популацију у насељу чинили су Бошњаци.

## Становништво
По последњем службеном попису становништва из 2013. године у насељу Шерићи живело је 78 становника, а село је било етнички хомогено са већинском бошњачком популацијом.
| Националност | 2013.     | 1991.        | 1981.        | 1971.        |
| Бошњаци      | 78 (100%) | 164 (69,20%) | 182 (76,47%) | 162 (73,30%) |
| Срби         | 0         | 71 (29,96%)  | 56 (23,53%)  | 58 (26,24%)  |
| Југословени  | —         | 2 (0,84%)    | 0            | 0            |
| остали       | 0         | 0            | 0            | 1 (0,45%)    |
| Укупно       | 78        | 237          | 238          | 221          |